# Luigi Cascioli

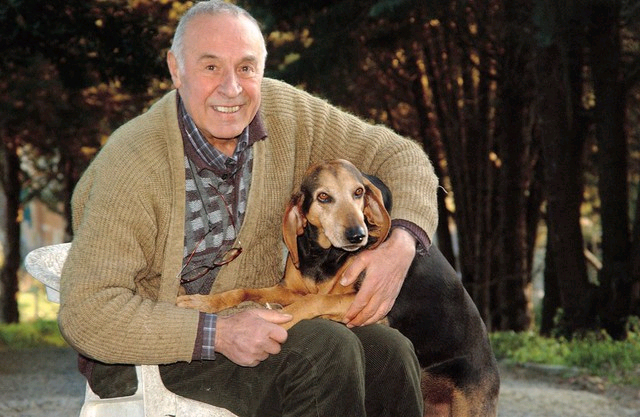
Luigi Cascioli

Luigi Cascioli, född 16 februari 1934 i Bagnoregio, död 15 mars 2010 i Roccalvecce di Viterbo,) var en italiensk ateistisk författare som hävdade att kyrkan bryter mot den italienska lagen genom att hävda att Jesus var en historisk person. Han riktade sig mot prästen Enrico Righi som studerade vid samma prästseminarium. Cascioli hävdar i sin bok La Favola di Cristo att Jesus aldrig existerat som historisk person, utan är baserad på Johannes från Gamala.